# 白い巨塔 (2019年のテレビドラマ)
『白い巨塔』（しろいきょとう）は、テレビ朝日系列で2019年5月22日（水曜日）から26日（日曜日）の5夜連続で放送されたテレビドラマの特別番組。主演は岡田准一。テレビ朝日開局60周年記念5夜連続ドラマスペシャル。

## 概要
山崎豊子原作の同名小説6度目のテレビドラマ化。テレビ朝日でのドラマ化は前身の日本教育テレビ（NETテレビ）時代を含めて3回目となる。また、原作者の山崎が2013年に逝去した後に制作されるのもこれが初めてである。また、ドラマ版としては元号が令和に改元されて初めて放送された作品でもある。
本作での財前の設定は「腹腔鏡のスペシャリスト」であり、時代設定も放送年と同じ2019年に変更された。
放送終了後にテレ朝動画などのオンデマンド配信サービスで全5話が順次配信されたが、2019年11月に判明した出演者・沢尻エリカの不祥事に伴い、現在は配信を停止している。配信再開時期については未定。また、BD・DVDは2020年1月8日に発売予定とされていたが、こちらもドラマ公式サイトにおいて一時無期限延期が発表されたものの、その後同年9月2日に発売される事が発表された。

## キャスト
主要人物
財前五郎
演 - 岡田准一
浪速大学医学部第一外科 准教授→浪速大学医学部第一外科 教授。
腹腔鏡手術を専門としている。天才的なオペの名手であり、ゆえに実力主義で自信家である。
佐々木の死因を巡る控訴審が結審した直後にステージ4の膵臓癌であることが判明。 治療に立ち向かうも、やがてトルソー症候群による脳梗塞を発症し、最期を迎える。
里見脩二
演 - 松山ケンイチ
浪速大学医学部第一内科 准教授→関西がんセンター先端医療研究所 医師。
財前の同期。財前とは対照的に出世欲はなく融通がきかない一方、研究と患者の立場を第一に考えた診察を旨とする。
財前が膵臓癌に罹患した際は過去の諍いを水に流して診断に訪れた彼に病名を明かし、術後も主治医として彼を支えた。
花森ケイ子
演 - 沢尻エリカ
財前五郎の愛人。バー「ラディゲ」ホステス。
東貞蔵
演 - 寺尾聰
浪速大学医学部第一外科 教授→近畿労災病院 院長。
東都大学医学部卒業。野心が強く、日に日に大きくなる財前の存在に嫉妬心を抱き、快く思っていない。次期第一外科教授選選考委員会 委員であり、次期教授に菊川を推薦する。次期第一外科教授選を行う前に、投票を棄権して退出した。膵臓癌に倒れた財前の手術を担当したことがきっかけで財前との関係がほぼ修復する。

浪速大学医学部
鵜飼裕次
演 - 松重豊
部長、第一内科 教授、第一内科 部長。次期第一外科教授選選考委員会 委員。絵画収集が趣味。過去作品に加え、悪辣な描写が抑えられている。
大河内恒夫
演 - 岸部一徳（第二夜 - 最終夜）
病理学科 教授。次期第一外科教授選選考委員会 委員長。鵜飼の前任の医学部長。大学の講義では里見と財前も指導を受けた。教授の中では年長者であり、基礎講座を取りまとめる。教授選の選考会で委員長を務める。寡黙かつ公正明大を旨とする性格で融通がきかないと言われる面もあるが、研究熱心かつ患者への治療に純粋な姿勢を見せる里見を高く評価し、何かと目をかけている。その一方で財前の政治力や傲慢な態度をよく思わず「彼は政治家にでもなったつもりか」と苦言を呈した。佐々木庸平の病理解剖を行い、肺への転移を立証した人物でもあり、裁判で証言台に立ったことで行き場を失った里見の就職口を紹介した。財前の死後は彼の遺言によって財前の遺体の病理解剖を行うがその場面は描かれていない。
柳原雅博
演 - 満島真之介
第一外科 医局員→第一外科 助教→高知県の無医村の医師。
佃友弘
演 - 八嶋智人
第一外科 医局長→第一外科 講師。
金井達夫
演 - 長谷川朝晴
第一外科 講師→第一外科 准教授。
過去作品と比較して財前からはっきりと冷遇されている描写が見られる。
安西太郎
演 - 尾上寛之
第一外科 助教→第一外科 医局長。
亀山君子
演 - 美村里江（第一夜・第三夜 - 最終夜）
第一外科 看護師。
第四夜では、既に看護師を退職して妊娠している。
野坂奈津美
演 - 市川実日子（第二夜 - 第三夜・最終夜）
脳外科 教授。次期第一外科教授選選考委員会 委員。
選考委員会で第一外科教授選の候補が財前と菊川で決まろうとしたとき、他の候補を推薦する。
滝村恭輔
演 - 小林稔侍（第一夜）
名誉教授。
葉山幸彦
演 - 近藤芳正（第二夜 - 第三夜・最終夜）
産婦人科 教授。次期第一外科教授選選考委員会 委員。鵜飼派。
今津敏郎
演 - 飯田基祐（第二夜 - 第三夜・最終夜）
第二外科 教授。次期第一外科教授選選考委員会 委員。東派。
乾正伸
演 - 山中聡（第二夜 - 第三夜・最終夜）
皮膚科 教授。野坂派。
河合光雄
演 - 菅原永二（第二夜 - 第三夜・最終夜）
小児科 教授。野坂派。

財前家
財前又一
演 - 小林薫
財前五郎の義父。財前産婦人科 院長、大阪中央医師会副会長。
財前杏子
演 - 夏帆
財前五郎の妻。財前又一の娘。
黒川キヌ
演 - 市毛良枝（第一夜・第三夜 - 最終夜）
財前五郎の母。岡山に住んでいる。

里見家
里見三知代
演 - 徳永えり（第一夜 - 第二夜・第四夜）
里見脩二の妻。
里見好彦
演 - 鳥越壮真（第一夜・第四夜）
里見脩二・三知代の息子。

東家
東政子
演 - 高島礼子
東貞蔵の妻。
東佐枝子
演 - 飯豊まりえ
東貞蔵の娘。浪速大学病院図書館司書。

他大学の医師
船尾徹
演 - 椎名桔平（第一夜 - 第三夜）
東都大学医学部第二外科 教授。
菊川昇
演 - 筒井道隆（第二夜 - 第三夜）
金沢国際大学医学部第一外科 教授。

佐々木家
佐々木庸平
演 - 柳葉敏郎（第三夜 - 最終夜）
繊維問屋・佐々木商店店主。
糖尿病の悪化に伴い診療所の紹介で浪速大学病院に行って検査を受けた結果、糖尿病以外の膵臓癌と診断される。財前の手術によって腫瘍は摘出されたものの、手術後しばらくして容態が急変し、膵臓癌とは関係ない肝不全により息を引き取った。
佐々木よし江
演 - 岸本加世子（第三夜 - 最終夜）
庸平の妻。
佐々木庸一
演 - 向井康二（第三夜 - 最終夜）
庸平とよし江の息子。

弁護士
関口徹
演 - 斎藤工（第四夜 - 最終夜）
関口法律事務所 所長兼弁護士。原告側（佐々木家）の代理人を受ける。
以前は河野法律事務所に所属していた。
国平幸一郎
演 - 山崎育三郎（第四夜 - 最終夜）
河野法律事務所所属弁護士。被告となる財前五郎の代理人を受ける。関口とは同じ事務所に所属していた時の間柄。
河野正徳
演 - 矢島健一（第四夜 - 最終夜）
河野法律事務所 所長兼弁護士。国平と共に被告となる財前五郎の代理人を受ける。

その他
鵜飼典江
演 - 浅田美代子
鵜飼裕次の妻。
岩田重吉
演 - 岩松了（第一夜 - 第四夜）
大阪中央医師会 会長。鵜飼と同期でゴルフ仲間。
鍋島貫治
演 - 山田純大（第一夜 - 第四夜）
大阪市議会議員。
山田音市
演 - 本田博太郎（第一夜）
近畿新聞会長。東のスペ患でもある。 膵癌で救急搬送された際、執刀医に財前を指名し、彼による腹腔鏡手術で命を取り留める。
小西由香里
演 - 雛形あきこ（第一夜 - 第二夜）
シングルマザー。第一内科で胃癌の再発と診断されたが、実際は膵臓の神経内分泌腫瘍であることが分かる。東が執刀することとなったが、東が途中で意識朦朧となったため、助手の財前が変わって手術を続行し、無事終了した。
小西翔太
演 - 高村佳偉人（第一夜）
小西由香里の息子。
杉田寿広
演 - 中村育二（第三夜・第四夜）
佐々木商店の従業員。庸平の死後も佐々木親子を支える人物として描かれる。一方で、財前が示談金として1億6千万円を払う意思を示した時には、佐々木親子のこれからを心配し、「示談を受け入れた方がいいのでは？」とよし江に訪ねる。
葉山和子
演 - 長野里美（第三夜）
葉山幸彦の妻。
市田崇
演 - 酒井善史（第三夜 - 第四夜）
製薬会社のドイツ駐在員。
アナウンサー
演 - 島本真衣（テレビ朝日アナウンサー）（第三夜）
情報番組で財前にインタビューをするアナウンサー。
亀山富治
演 - 松尾諭（第四夜 - 最終夜）
亀山君子の夫。菊森鉄工業所勤務。
財前又一と国平が工場に訪れて口止め料を無理矢理渡す行為に激怒し、妻の君子が「浪速大学病院 医療訴訟事件」控訴審に原告側で出廷するきっかけを作った。
野田和夫
演 - 川野太郎（第四夜）
京都に5店舗ものドラッグストアを経営している社長。
野田華子
演 - 樋井明日香（第四夜 - 最終夜）
野田和夫の娘で柳原雅博の見合い相手。
見合い後は柳原宅に遊びに行くなど、彼との交際は順調に進んだ。柳原が高知に行くと決めた際は、彼に付いて行く。
裁判長
演 - 小須田康人（第四夜）
佐々木家が財前を訴えた「浪速大学病院 医療訴訟事件」第一審の裁判長を受け持つ。
安田太一
演 - 六平直政（最終夜）
肝臓癌で入院している患者。
財前によって手術が行われるものの、彼は佐々木庸平たちの幻が頭によぎってメスが入りすぎて大出血を起こしたりコッヘル鉗子を落としたりと散々だったが無事終了する。手術後しばらくして腸閉塞にかかるものの、財前が駆け付けて手術は終了した。退院時は財前に感謝の言葉を述べるとともに、彼を訴えている佐々木家に天罰が下るとの言葉を残した。
裁判長
演 - モロ師岡（最終夜）
佐々木家が財前を訴えた「浪速大学病院 医療訴訟事件」控訴審の裁判長を受け持つ。
工場長
演 - 笑福亭鶴光（最終夜）
亀山富治が勤めている菊森鉄工業所の工場長。亀山富治を「亀やん」と呼んでいる。

## スタッフ
- 原作 - 山崎豊子『白い巨塔』（新潮文庫刊）
- 企画協力 - 野上孝子、一般社団法人山崎豊子著作権管理法人、新潮社
- 脚本 - 羽原大介、本村拓哉、小円真
- 監督 - 鶴橋康夫、常廣丈太
- 音楽 - 兼松衆
- ナレーション - 谷田歩
- 特殊メイク - 松井祐一
- 法律監修 - 本山信二郎
- 医療監修 - 国頭英夫（日本赤十字社医療センター）、高本健史（国立がん研究センター中央病院）
- 音楽協力 - 日音、東宝ミュージック
- ロケ協力 - 千葉県フィルムコミッション、岡山フィルムコミッション協議会、鳩山会館、千葉大学病院　ほか
- 技術協力 - ビデオスタッフ
- 照明協力 - 嵯峨映画、APEX
- 美術協力 - 大泉美術、紀和美建、松下美術背景、KHKアート
- ポスプロ - ザ・チューブ、東映デジタルセンター
- スタジオ - 東映東京撮影所
- チーフプロデューサー - 五十嵐文郎
- エグゼクティブプロデューサー - 内山聖子
- プロデューサー - 船津浩一、秦祐子
- 制作協力 - ROBOT
- 制作著作 - テレビ朝日

## 放送日程
| 話数                                                         | 放送日  | ラテ欄                                                           | 監督     | 視聴率 |
| ------------------------------------------------------------ | ------- | ---------------------------------------------------------------- | -------- | ------ |
| 第一夜                                                       | 5月22日 | 金か権力か!?天才外科医の闘い                                     | 鶴橋康夫 | 12.5%  |
| 第二夜                                                       | 5月23日 | 命と権力が乱れる教授戦! 外科医の頂点へ                           | 鶴橋康夫 | 11.8%  |
| 第三夜                                                       | 5月24日 | 天国から地獄!?財前疑惑のオペ 母子の涙                            | 常廣丈太 | 12.2%  |
| 第四夜                                                       | 5月25日 | 夫は財前医師に殺された! 遺族VS大学病院!!涙と衝撃の最終章         | 常廣丈太 | 13.5%  |
| 最終夜                                                       | 5月26日 | 財前五郎最期の闘い“これが死か!?” 母へ妻へ大切な君へ…感動の完結編 | 鶴橋康夫 | 15.2%  |
| （視聴率はビデオリサーチ調べ、関東地区・世帯・リアルタイム） |         |                                                                  |          |        |